# Мискевич, Дорота
Дорота Анна Мискевич (Dorota Miśkiewicz) — польская джазовая певица и скрипачка, автор песен. Её альбом «Caminho» в 2008 году завоевал золотой диск.
Родилась 12 сентября 1973 года в Клодзко (Нижнесилезское воеводство) в семье Хенрика Мицкевича — джазового саксофониста и композитора.
В 1997 году окончила Музыкальную академию имени Фредерика Шопена по классу «скрипка».
В 1994 году стала участницей джазового секстета Влодзимержа Нагорного, с которым записала 4 альбома в качестве вокалистки и скрипачки. Затем начала сольную карьеру, выступая в Польше и за рубежом.
Первый сольный альбом, состоящий из песен собственного сочинения, вышел в 2002 году и назывался Zatrzymaj się («Стоп»).
Второй альбом выпущен в октябре 2004 года — Pod rzęsami («Под ресницами»). Он занял в чартах 15-е место. Песня, давшая название диску, использовалась в качестве саундтрека в фильме Zakochany Anioł («Любимый ангел»).
Третий альбом вышел в сентябре 2008 года — Caminho («Путь» в переводе с португальского). Некоторые вошедшие в него песни были написаны в соавторстве с другими композиторами. Он поднимался в чартах до 13-го места и выиграл «золотой диск». Песня Nucę, gwiżdżę sobie («Я напеваю, я насвистываю») поднимался в чартах до второго места.
Четвёртый альбом Ale («Но») вышел в мае 2012 года. Также в период с 1996 по 2012 год выпущено 12 синглов.